# Трансплантація мозку
Трансплантація мозку — хірургічна операція, метою якої є перенесення головного мозку, зі збереженням особистості пацієнта в іншому тілі. Теоретично, людині з розвиненою органною недостатністю можна дати нове і функціональне тіло, зберігаючи при цьому власну особистість, спогади і свідомість. На сьогоднішній день трансплантація мозку людини не проводилась.

## Історія
Експерименти в цій області почалися в 1920-х роках на тваринах. У 1923 році професор Сергій Брюхоненко у співпраці з Сергієм Чечуліним вперше в світі створюють апарат штучного кровообігу — автожектор. Завдяки цьому апарату було доведено, що голова може жити окремо від тіла, так за допомогою автожектора собача голова жила 1 годину 40 хвилин. Собача голова відкривала і закривала очі, висувала язик, реагувала на дотик і навіть проковтувала шматочок сиру.
У 1961 році доктор Уайт опублікував в журналі «Nature» кілька вражаючих експериментів в яких він показав, що ізольований мозок мавпи продовжував жити поза тілом. Експеримент тривав декілька годин, за цей час були отримані нормальні електроенцефалограми.
Спочатку Роберт Уайт не хотів публічно пояснити, чому він робив ці експерименти. Відповідь полягала в тому, що по всьому світу, був резервуар пацієнтів, мозок яких був сильно пошкоджений, але тіло було здоровим, а інші мали здоровий мозок в поганих тілах. Можливо, їх можна об'єднати разом. Потенційно пацієнти з тривалими вегетативними станами, квадриплегія, рак, множинна органна недостатність, дегенеративні захворювання мозку та інші стани, скористалися б успішними пересадками мозку. Однак деякі лікарі були категорично проти доктора Уайта і його експериментів. Вони говорили, що тварини можуть відчувати біль після трансплантації, що вівісекція була неправильною, або що не правильно втручатися в мозок, в якому знаходиться душа. Саме через ці висловлювання і майбутні погрози лікар був під захистом поліції.
Роберт Уайт вважав, що особистість людини була розміщена в мозку і будь-який одержувач мозку матиме особистість донора, тому він говорив що займається пересадкою тіла, а не мозку. На додаток до цих експериментів доктор Уайт зробив важливу новаторську роботу по охолодженню мозку, щоб сповільнити його метаболізм. Це дозволило йому працювати на мозку на більш тривалий період. Роберт Уайт є членом Національної академії медичних наук України. Провів тривалий час в Києві читаючи лекції.
У 1982 році Дороті Крігер домоглася помітного успіху з частковою пересадкою мозку у мишей. Частина (розміром трохи менше сірникової головки) мозку (що має розмір з наперсток) миші-донора, що відповідає за вироблення гонадотропін-рилізинг-гормону переносилася в природну порожнину мозку миші спеціально вирощеної з відсутністю вироблення зазначеного гормону.Лише одна спроба з восьми виявилася невдалою.
17 листопада 2017 року в Китаї під керівництвом італійського хірурга Серджіо Канаверо була проведена трансплантація голови людини на тіло трупа. В майбутньому лікар планує провести пересадку від донора з мертвим мозком. Точна дата проведення операції не уточнюється.

## Існуючі проблеми
При пересадці мозку існує кілька серйозних труднощів, без вирішення яких не вдасться зробити успішну трансплантацію:
- Реінервація — відновлення провідних шляхів в центральній нервовій системі.

Справа в тому, що головний мозок пов'язаний з тілом величезною кількістю нервових волокон і провідників, багато з них проходять через спинний мозок, але зруйновані або пошкоджені пересічені нервові волокна головного та спинного мозку в подальшому самі практично не регенерують, тобто не відновлюються.
Рішення: штучна регенерація нервових волокон.
- Тканинна сумісність — якщо тканина відрізняється від тканини організму, то починається набряк. Набряк починається не відразу, а через кілька годин або днів. Є основною і головною причиною загибелі мозку при трансплантації. Має свої специфічні особливості, відмінні від подолання тканинного бар'єру при пересадці внутрішніх органів.

Рішення: вивчення процесів тканинної сумісності, придушення відторгнення.
- Регенерація нервової тканини — при пересадці мозку майже завжди пошкоджується нервова тканина, сама вона регенерує погано.

- Імунобіологічна реакція організму — невідомо, як відреагує імунітет тіла реципієнта на новий головний мозок, можливо імунітет може дати збій або навіть перестати працювати.
- Техніка проведення операції — так як головний мозок пов'язаний з тілом величезною кількістю нервових волокон і провідників, слід всі їх зшити, що само по собі є дуже складним завданням, в іншому випадку людина або тварина не зможе «керувати» своїм новим тілом.

## Застосування в майбутньому
Можливо в майбутньому, з розвитком технологій, пересадка головного мозку стане звичайною справою, що також поставить перед собою питання в яких випадках її застосовувати, ось лише деякі з них[джерело?]:
- Травми тіла, несумісні з життям;
- Трансплантація розмороженого кріонованого мозку у вирощене тіло;
- Онкологічне захворювання;
- Старіння тіла;
- Вроджені дефекти тіла, небезпечні для життя;
- Важкі опіки великої поверхні тіла;
- Відмова органів;
- Зміна статі;
- Психічні захворювання, які зараз лікуються лише зняттям симптомів хвороби.